# Cynaeda mardinalis
Cynaeda mardinalis is een vlinder uit de familie van de grasmotten (Crambidae). De wetenschappelijke naam van deze soort is voor het eerst voorgesteld als Noctuelia mardinalis door Otto Staudinger in een publicatie uit 1892.
De soort komt voor in Turkije (Mardin).